# Begonia cleopatrae
Begonia cleopatrae é uma espécie de Begonia, natural da ilha Palawan das Filipinas.